# Melhus
Melhus est une commune norvégienne située dans le comté de Trøndelag. Elle fait partie de la région du Gauldalen.

## Géographie
La commune s'étend sur 694,41 km2 au sud-ouest de la ville de Trondheim et est traversée par la vallée de la Gaula.
Elle comprend la ville de Melhus, son centre administratif, ainsi que les villages de Gåsbakken, Hovin, Korsvegen, Kvål, Ler, Lundamo, Storsand et Øysand.